# Elena Ornella Paciotti
Elena Ornella Paciotti (ur. 9 stycznia 1941 w Rzymie) – włoska prawniczka, sędzia, posłanka do Parlamentu Europejskiego V kadencji (1999–2004).

## Życiorys
Z wykształcenia prawniczka. Od 1967 do 1999 pracowała w zawodzie sędziego. Orzekała głównie w sądzie w Mediolanie w sprawach cywilnych i karnych. W 1986 powołana w skład naczelnej rady sądownictwa, dwukrotnie (1994–1995 i 1997–1998) kierowała krajową organizacją sędziów. W 1999 stanęła na czele fundacji Fondazione Lelio e Lisli Basso – Issoco.
W wyborach w 1999 z ramienia Demokratów Lewicy uzyskała mandat posłanki do Europarlamentu. Należała m.in. do grupy socjalistycznej (jako jej wiceprzewodnicząca), pracowała w Komisji Praw Kobiet i Równouprawnienia. W PE zasiadała do 2004, reprezentując Europarlament w Konwencie Europejskim.